# Hugh de Freyne
Hugh de Freyne (ou de Frene), mort en décembre 1336 ou en janvier 1337, est un baron anglais, issu de la noblesse du Herefordshire. 

## Biographie
Le début de l'existence d'Hugh de Freyne est quasiment inconnu, tout comme sa date et son lieu de naissance. Tout juste sait-on qu'il est à un moment fait chevalier. Il est probable qu'il soit actif dans le Herefordshire, dont il est originaire, au cours des premières années de sa vie. À la suite de la chute du pouvoir de la reine-mère Isabelle de France et de son amant Roger Mortimer en octobre 1330, le roi Édouard III accorde à Hugh la dignité d'intendant des chevaliers relevant de la couronne dans le Cardiganshire, situé dans l'ouest du pays de Galles. En mai 1334, il reçoit en tant que fief la ville d'Orleton, possession appartenant autrefois à Roger Mortimer et retournée à la couronne à la suite de son exécution.
Hugh de Freyne attire véritablement l'attention des chroniqueurs à la fin de l'année 1335 ou au début de l'année 1336, lorsqu'il enlève depuis le château de Bolingbroke la comtesse de Lincoln Alice de Lacy, récemment veuve de son deuxième époux Eubulus le Strange. En dépit du vœu de chasteté de la comtesse, qui a alors 54 ans, Hugh de Freyne la viole, moins pour son attirance physique que pour ses vastes possessions. Une lettre du pape Benoît XII fait cependant reproche à la comtesse pour avoir « autorisé » le viol à avoir lieu. Comme il en est généralement de coutume au Moyen Âge lors des cas de viol, Alice devient l'épouse de son ravisseur avant le 20 mars 1336, bien que le mariage ait lieu sans l'accord du roi. 
Des ordres royaux sont alors envoyés aux shérifs de Lincoln, d'Oxford et de nombreux autres comtés, pour qu'ils saisissent au nom du roi les terres et les biens d'Hugh de Freyne. Hugh et Alice, menacés d'arrestation, s'enfuient et ignorent les injonctions royales de se rendre à des officiers du roi. Cependant, la colère d'Édouard III retombe rapidement et Hugh de Freyne est convoqué au Parlement d'Angleterre dès le mois de novembre 1336 au nom des titres d'Alice. Il ne jouit pourtant pas longtemps du vaste héritage de son épouse, puisqu'il meurt dès décembre 1336 ou janvier 1337, de causes inconnues. Son lieu d'inhumation demeure inconnu. Après la mort de son troisième époux, Alice décide de retourner à son vœu de chasteté et ne se remarie pas par la suite.